# Jürgen von Flotow

Wappen derer von Flotow

Jürgen Tiedecke Karl Otto von Flotow (* 4. April 1902 in Wedendorf; † 26. Februar 1976 in Einbeck) war ein Gutsbesitzer, Rechtsanwalt und Notar. Er war Mitbegründer des Deutschen Adelsarchivs und außerdem Mitherausgeber der zugehörigen Zeitschrift Deutsches Adelsarchiv (1949–1961), Mitbegründer des Hilfswerks der Deutschen Adelsverbände und Schriftleiter des neuen Deutschen Adelsblattes.

## Leben
Jürgen von Flotow entstammte des seit 1241 urkundlich nachgewiesenen Adelsgeschlecht Flotow. Seine Eltern waren Georg Jürgen von Flotow und Elisabeth Gräfin von Bernstorff, Tochter des Grafen Andreas von Bernstorff-Wedendorf und der Klothilde Grafin Bernstorff. Der Dressurreiter und Oberst Andreas von Flotow war dagegen ein Onkel.
Flotow besuchte mit seinem älteren Bruder Andreas von Flotow (1900–1933), der später SA-Führer, NSDAP-Politiker wurde und nach Bruch mit dieser ermordet wurde, das Friderico-Francisceum in Doberan. Einen Schulabschluss erwarben beide nicht.
Jürgen von Flotow studierte Rechtswissenschaften, war 1927 Referendar und mit seinen Eltern und weiteren Anverwandten Mitglied der Landesabteilung Mecklenburg der Deutschen Adelsgenossenschaft. Dort lernte er den Leiter des Ludwigsluster Finanzamts und namhaften Genealogen, Hans Friedrich von Ehrenkrook (1880–1968), kennen, mit dem er seitdem befreundet war und dann eine lange familienkundliche Zusammenarbeit verband.
Nach seinem Examen arbeitete er als selbstständiger Rechtsanwalt und Notar, übernahm jedoch bald die Bewirtschaftung der väterlichen Güter Stuer und Stuer-Vorwerk, die seit 1241/1250 im Familienbesitz waren. 1945 verlor er durch Krieg, Kriegsfolgen, Vertreibung sowie die sich anschließende Enteignung das heimatliche Gut Stuer mit Nebenbesitzungen. Er flüchtete nach Niedersachsen, wo er mit seiner Frau Amélie, geborene von Grone (* 1912; † 1995), Tochter der Freiin Agnes von Hammerstein und des Gutsbesitzers und Kammerherrn Siegfried von Grone, auf dem Gut seiner genannten Schwiegereltern in Kirchbrak/Westerbrak, im Landkreis Holzminden gelegen, ein neues Zuhause fand.

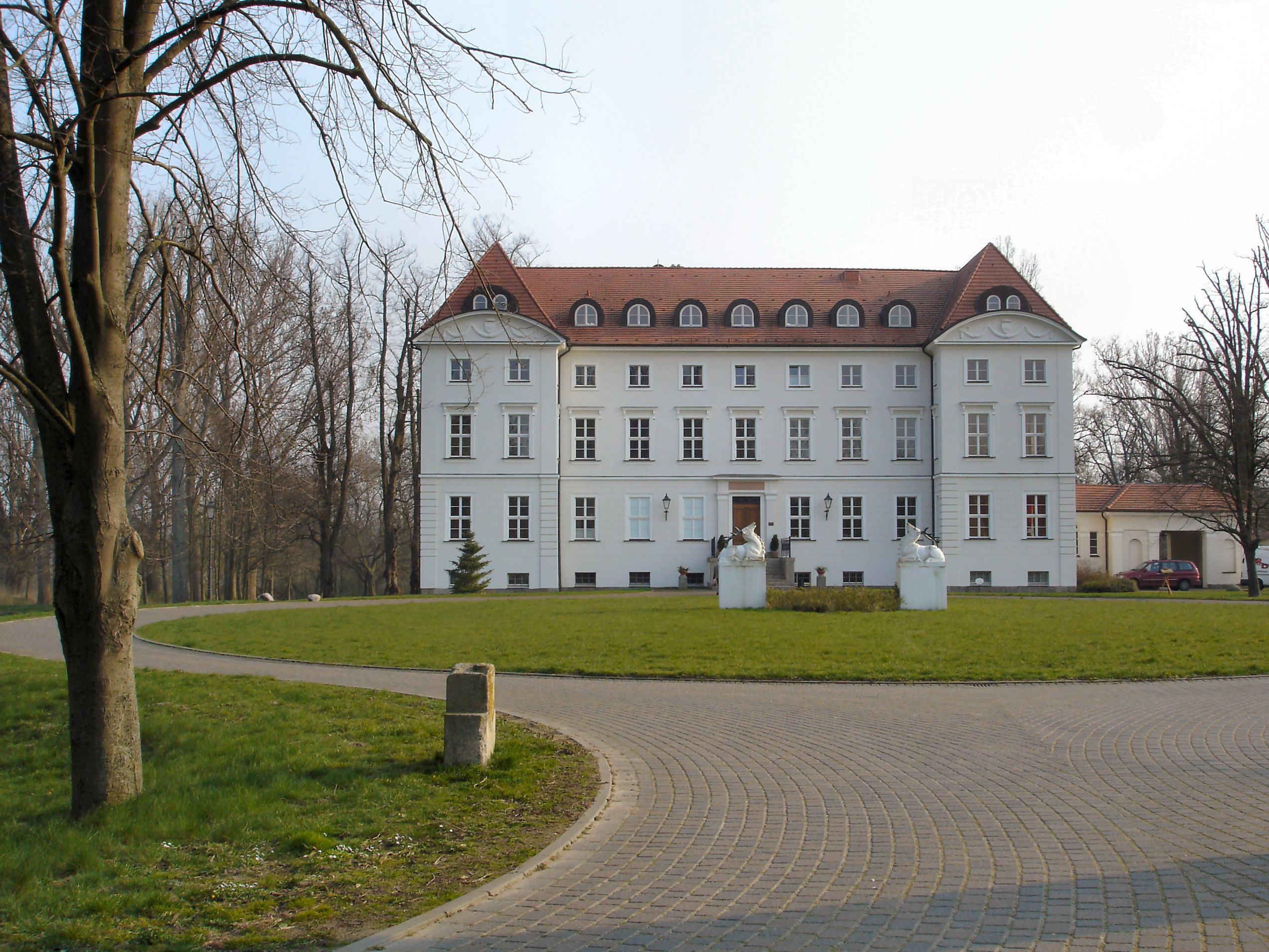
Geburtshaus Schloss Wedendorf
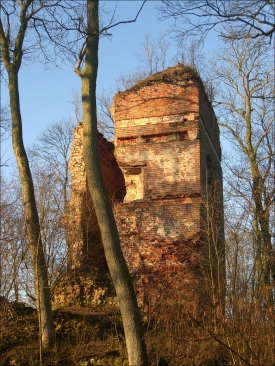
Burg Stuer, ab Ende des 13. Jahrhunderts bis 1660 Stammsitz, das Gut bis 1945 im Besitz der Familie
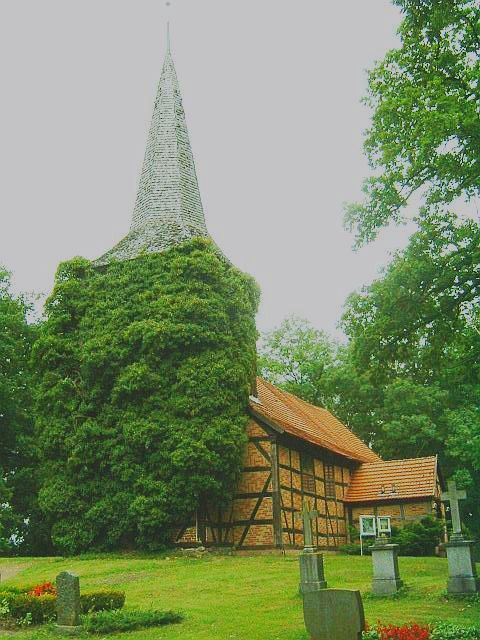
Patronatskirche Stuer (2005)
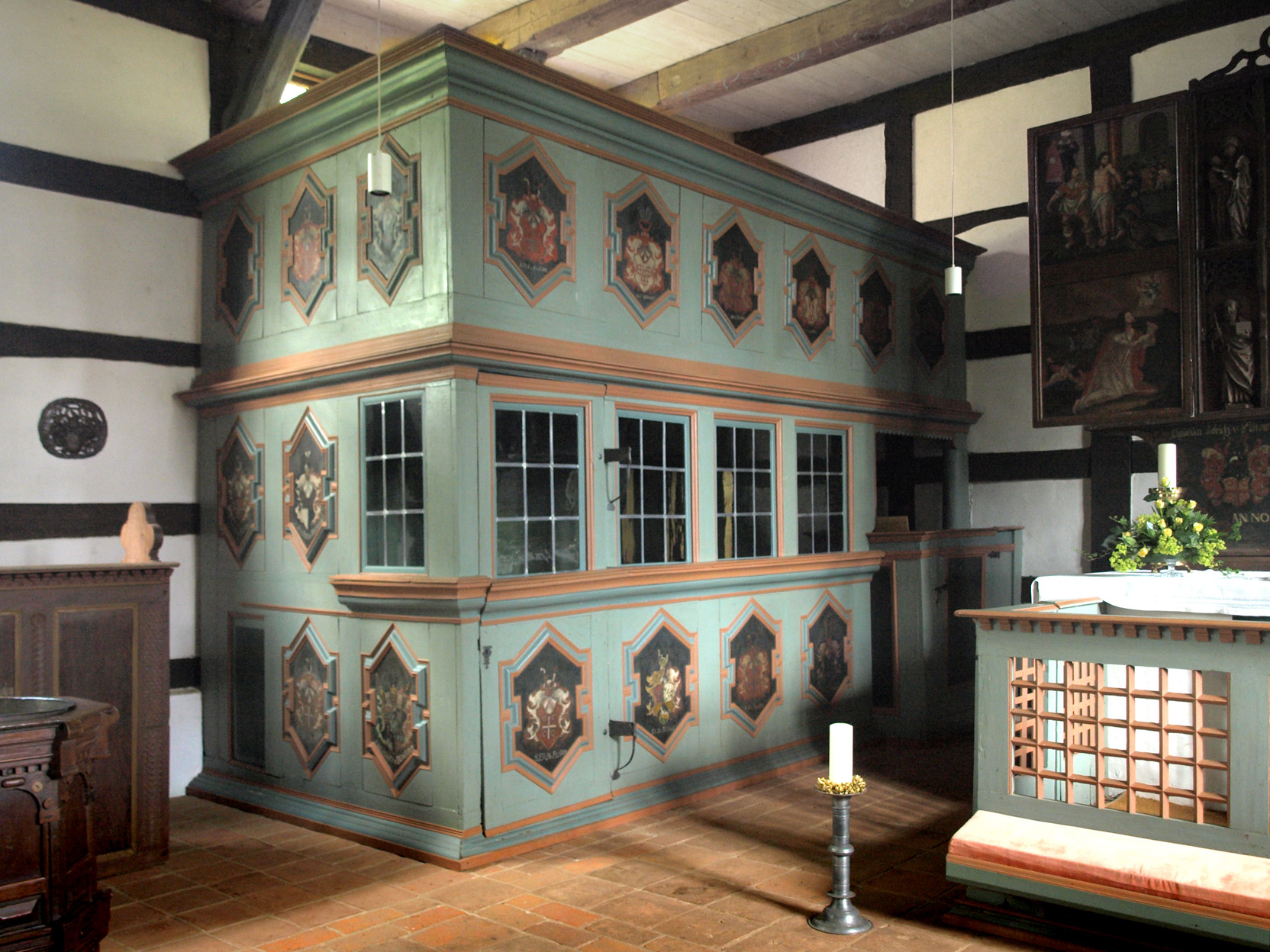
Patronatsloge Dorfkirche Stuer (2015)

Zunächst galten seine Bemühungen der Erlangung einer Neuzulassung als Rechtsanwalt und Notar, die ihm 1947 zuteilwurde. Er war seither als Rechtsanwalt im Amtsgerichtsbezirk Eschershausen und beim Landgericht Hildesheim zugelassen, zudem auch als Notar für den Oberlandesgerichtsbezirk Celle.
Unmittelbar nach dem Zusammenbruch Deutschlands 1945 begann er, in enger Zusammenarbeit mit den beiden Ehepaaren von Ehrenkrook und Freiherr Detlev von Hammerstein-Retzow (1901–1964) die Wiederaufbauarbeiten am deutschen Adel. Ab Oktober 1945 gab er Flüchtlingslisten heraus und kann als Mitgründer dieser Initiative angesehen werden.
Im Jahr 1948 war er Mitherausgeber des Nachfolgeperiodikums Deutsches Adelsarchiv (1949–1961), 1949 war er Mitgründer des Hilfswerks der Deutschen Adelsverbände und im Jahr 1962 wurde er Schriftleiter des neuen Deutsches Adelsblattes. Er redigierte dies bis zu seinem Tod im Alter von 73 Jahren auf hohem Niveau. Er wollte dem Adel ein anspruchsvolles Monatsblatt bieten, das durch zahlreiche familiäre Anzeigen den Zusammenhalt zwischen den Familien stärken sollte.
Flotow blieb seiner alten Heimat besonders verbunden, wurde 1948 Ehrenritter der Mecklenburgischen Genossenschaft der Balley Brandenburg des Ritterlichen Ordens St. Johannis vom Spital zu Jerusalem, kurz Johanniterorden, und schließlich 1967 Rechtsritter. Er übernahm ferner den Vorsitz des 1957 neu gegründeten Familienverbands der Herren und Freiherren von Flotow, dessen Vorsitz er über viele Jahre innehatte.
Flotow war, abgesehen von seinen beruflichen Tätigkeiten, die er mit großer Freude erfüllte, einer der bedeutenden Organisatoren der Nachkriegszeit. Er zeichnete sich durch Stille und Bescheidenheit sowie unermüdlichen Fleiß aus und wirkte vielfach im Verborgenen. Seine Tätigkeit, die in den Anfangsjahren nach dem Zweiten Weltkrieg von Bedeutung war, hat dem Adel viel zur Erhaltung seiner Geschlossenheit verholfen. Die Arbeit im Deutschen Adelsblatt führt nunmehr seit Jahrzehnten seine Tochter Christina (* 1944) als Herausgeberin weiter. Der Sohn Tiedecke (* 1944) wurde Anwalt.

## Mitwirkung am Genealogischen Handbuch des Adels von 1951 bis 1965 (Auszug)
- Hans Friedrich von Ehrenkrook, Jürgen von Flotow, u. a.: Genealogisches Handbuch der Fürstlichen Häuser 1951. Band I, Band 1 der Gesamtreihe GHdA, Hrsg. Deutsches Adelsarchiv, C. A. Starke, Glücksburg/Ostsee 1953. ISSN 0435-2408
- Hans Friedrich von Ehrenkrook, Friedrich Wilhelm Euler, Jürgen von Flotow, Walter von Hueck, u. a.: Genealogisches Handbuch der Gräflichen Häuser. B (Briefadel nach 1400 nobilitiert). 1965. Band III, Band 35 der Gesamtreihe GHdA, Hrsg. Deutsches Adelsarchiv, C. A. Starke, Limburg an der Lahn 1965. ISSN 0435-2408

## Genealogie
- Gothaisches Genealogisches Taschenbuch der Adeligen Häuser. Zugleich Adelsmatrikel der D.A.G. Teil A (Uradel). 1940. Neununddreißigster Jahrgang, Justus Perthes, Gotha 1939, S. 269–270. Siehe: FamilySearch (Kostenfrei).
- Hans Friedrich von Ehrenkrook, Jürgen Thiedicke von Flotow, Friedrich Wilhelm Euler: Genealogisches Handbuch des Adels. Adelige Häuser. A (Uradel). 1953. Band I, Band 5 der Gesamtreihe GHdA, Hrsg. Deutsches Adelsarchiv, C. A. Starke, Glücksburg/Ostsee 1953, ISSN 0435-2408, S. 64–68.
- Gottfried Graf Finck von Finckenstein, Christoph Franke. Et. al.: Genealogisches Handbuch der Adeligen Häuser. A (Uradel). 2007. Band XXIX, Band 142 der Gesamtreihe GHdA, Hrsg. Deutsches Adelsarchiv, C. A. Starke, Limburg an der Lahn 2007, ISSN 0435-2408, S. 109 f.